# 富全镇
富全镇，是中华人民共和国四川省自贡市沿滩区下辖的一个乡镇级行政单位。

## 行政区划
富全镇下辖以下地区：
富全街社区、新房村、大罗村、代寺村、舒安村、金兰村、万场村、中堰村、余山村和蒲殿村。